# David Austin Konderla
David Austin Konderla (Bryan, 3 giugno 1960) è un vescovo cattolico statunitense, dal 13 maggio 2016 vescovo di Tulsa.

## Biografia
David Austin Konderla è nato a Bryan, Texas, il 3 giugno 1960 ed è il secondo di dodici figli.

### Formazione e ministero sacerdotale
Ha frequentato la scuola San Giuseppe e la Bryan High School a Bryan. Dopo il diploma ha lavorato come metalmeccanico, proprietario e poi direttore di una piccola fabbrica.
Nel 1985 è entrato in seminario. Ha cominciato gli studi ecclesiastici presso il seminario "Santissima Trinità". Nel 1989 ha conseguito un Bachelor of Arts in storia all'Università di Dallas. Ha poi proseguito gli studi presso il seminario "Santa Maria" e l'Università di San Tommaso a Houston dove ha conseguito il Master of Divinity.
Il 3 giugno 1995 è stato ordinato presbitero per la diocesi di Austin. In seguito è stato vicario parrocchiale della parrocchia di San Luigi ad Austin dal 1995 al 1997, della parrocchia di San Luca a Temple nel 1997 e del Centro cattolico "Santa Maria" della Texas A&M University a College Station dal 1997 al 2001; direttore delle vocazioni sacerdotali dal 2001 al 2005; membro dell'ufficio per il personale dal 2004 al 2011; parroco del Centro cattolico "Santa Maria" della Texas A&M University a College Station e membro del collegio dei consultori dal 2005 al 2016 e membro del consiglio presbiterale dal 2008 al 2011.

### Ministero episcopale
Il 13 maggio 2016 da papa Francesco lo ha nominato vescovo di Tulsa. Ha ricevuto l'ordinazione episcopale il 29 giugno successivo dall'arcivescovo metropolita di Oklahoma City Paul Stagg Coakley, co-consacranti il vescovo emerito di Tulsa Edward James Slattery e il vescovo di Austin Joe Steve Vásquez. Durante la stessa celebrazione ha preso possesso della diocesi.
Oltre all'inglese, conosce lo spagnolo.

## Genealogia episcopale
La genealogia episcopale è:
- Cardinale Scipione Rebiba
- Cardinale Giulio Antonio Santori
- Cardinale Girolamo Bernerio, O.P.
- Arcivescovo Galeazzo Sanvitale
- Cardinale Ludovico Ludovisi
- Cardinale Luigi Caetani
- Cardinale Ulderico Carpegna
- Cardinale Paluzzo Paluzzi Altieri degli Albertoni
- Papa Benedetto XIII
- Papa Benedetto XIV
- Papa Clemente XIII
- Cardinale Marcantonio Colonna
- Cardinale Giacinto Sigismondo Gerdil, B.
- Cardinale Giulio Maria della Somaglia
- Cardinale Carlo Odescalchi, S.I.
- Cardinale Costantino Patrizi Naro
- Cardinale Lucido Maria Parocchi
- Papa Pio X
- Cardinale Gaetano De Lai
- Cardinale Raffaele Carlo Rossi, O.C.D.
- Cardinale Amleto Giovanni Cicognani
- Arcivescovo Paul John Hallinan
- Cardinale Joseph Louis Bernardin
- Arcivescovo James Patrick Keleher
- Arcivescovo Paul Stagg Coakley
- Vescovo David Austin Konderla

## Araldica
| Stemma | Titolare                               | Descrizione |
|        | David Austin Konderla Vescovo di Tulsa | Secondo la tradizione araldica dei paesi anglosassoni, lo stemma del vescovo di una diocesi, chiamato "vescovo diocesano", sono unite (impalate) con lo stemma della sua giurisdizione, in questo caso la diocesi di Tulsa, a significare l'unione dell'uomo e dell'ufficio che ricopre. I colori dello stemma personale di monsignor Konderla rappresentano le origini della famiglia Konderla in Germania, Polonia e Irlanda. La stella è ciò che per prima ha annunciato la nascita del nostro Salvatore. Rappresenta anche l'amore che il vescovo nutre per lo Stato del Texas. La stella infatti è presente nell'emblema e nella bandiera statali. Il vescovo ritiene anche che guardare le stelle e la bellezza dell'universo avvicini al Creatore. Le A e M intrecciate unite con una croce sono il simbolo di quella che viene chiamata Auspice Maria, o Sotto la protezione di Maria. Il vescovo Konderla ha infatti posto il suo ministero sacerdotale ed episcopale sotto la cura delle preghiere e della protezione di Maria. La linea blu che corre verticalmente rappresenta i fiumi che hanno attraversato la vita del vescovo: è cresciuto nella valle del fiume Brazos, il fiume Colorado attraversa la sua diocesi di origine e il fiume Arkansas è invece una caratteristica di spicco della sua nuova diocesi. I fiumi di tutto il mondo formano linee di connessione tra i popoli e, secondo il salmo 46, sono dei ruscelli che "rallegrano la città di Dio/il luogo santo della dimora dell'Altissimo". Come motto ha scelto l'espressione "Nisi Dominus Aedificaverit", il primo verso del salmo 126. Il salmo prosegue recitando "Se il Signore non costruisce la casa/invano si affaticano i costruttori./Se il Signore non vigila sulla città,invano veglia la sentinella./Invano vi alzate di buon mattino/e tardi andate a riposare,/voi che mangiate un pane di fatica:/al suo prediletto egli lo darà nel sonno". Il salmo ci ricorda che Dio è sempre vicino per aiutarci e non possiamo fai quello che dobbiamo fare senza di lui. Lo stemma è completato dagli ornamenti esterni che sono una croce processionale episcopale d'oro, posta dietro e che si estende sopra e sotto lo scudo, e un galero, con sei nappe, in tre file, su entrambi i lati dello scudo, il tutto in verde. Queste sono le insegne araldiche di un prelato del grado di vescovo, per ordine della Santa Sede del 31 marzo 1969. |